# Estação General Anaya (Metrô da Cidade do México)
A Estação General Anaya é uma das estações do Metrô da Cidade do México, situada na Cidade do México, entre a Estação Ermita e a Estação Tasqueña. Administrada pelo Sistema de Transporte Colectivo, faz parte da Linha 2.
Foi inaugurada em 1º de agosto de 1970. Localiza-se na Estrada de Tlalpan. Atende os bairros Churubusco Country Club e San Diego Churubusco, situados na demarcação territorial de Coyoacán. A estação registrou um movimento de 10.649.317 passageiros em 2016.